# Karl Merz (Maler)
Karl Merz (* 3. Januar 1890 in Unterbaldingen; † 10. März 1970 in Donaueschingen) war ein deutscher Maler.

## Leben
Merz war ab 1907 Schüler an der Kunstakademie Karlsruhe. Insbesondere Hans Thoma, Wilhelm Leibl und Wilhelm Trübner prägten dort den Stil des Malers. 1909 wechselte er an die Akademie Stuttgart, er erhielt verschiedene Auszeichnungen. 1920 kehrte Merz in seine Heimat zurück und gründete mit Karl Bartels und Hans Schroeter die Künstlergruppe „Maler und Bildhauer Oberbadens“. Von den dreißiger Jahren an widmete sich der Kunstmaler in seinem Werk überwiegend der Landschaft der Baar-Alb. Er lebte in Donaueschingen, wo seine Familie auch heute noch ansässig ist, und verstarb dort 1970.
Merz erhielt den Beinamen „Der Maler von der Baar“, malte aber auch in der Schweiz, in süddeutschen Großstädten, dem Rheinland, in Westfalen und während der Zeit des Ersten Weltkrieges auch auf dem Balkan. Seine zahlreichen Werke sind weit verbreitet und zumeist in privater Hand. Das Land Baden-Württemberg erwarb einen Baarblick vom Wartenberg, die Fürstlichen Sammlungen boten Merz in den 1930er Jahren nicht nur zeitweise ein Malatelier, sondern kauften auch seine Werke an und förderten ihn.
Er hatte einen Sohn Walter Merz. Seine Nachfahren betreiben ein Malergeschäft.

## Ehrungen
- In Donaueschingen wurde die Karl-Merz-Straße nach ihm benannt.[3]
- Zu seinem hundertsten Geburtstag gab es in Donaueschingen vom 28. April bis 6. Mai 1990 in der Donauhalle eine Sonderausstellung.[4]